# Плацента

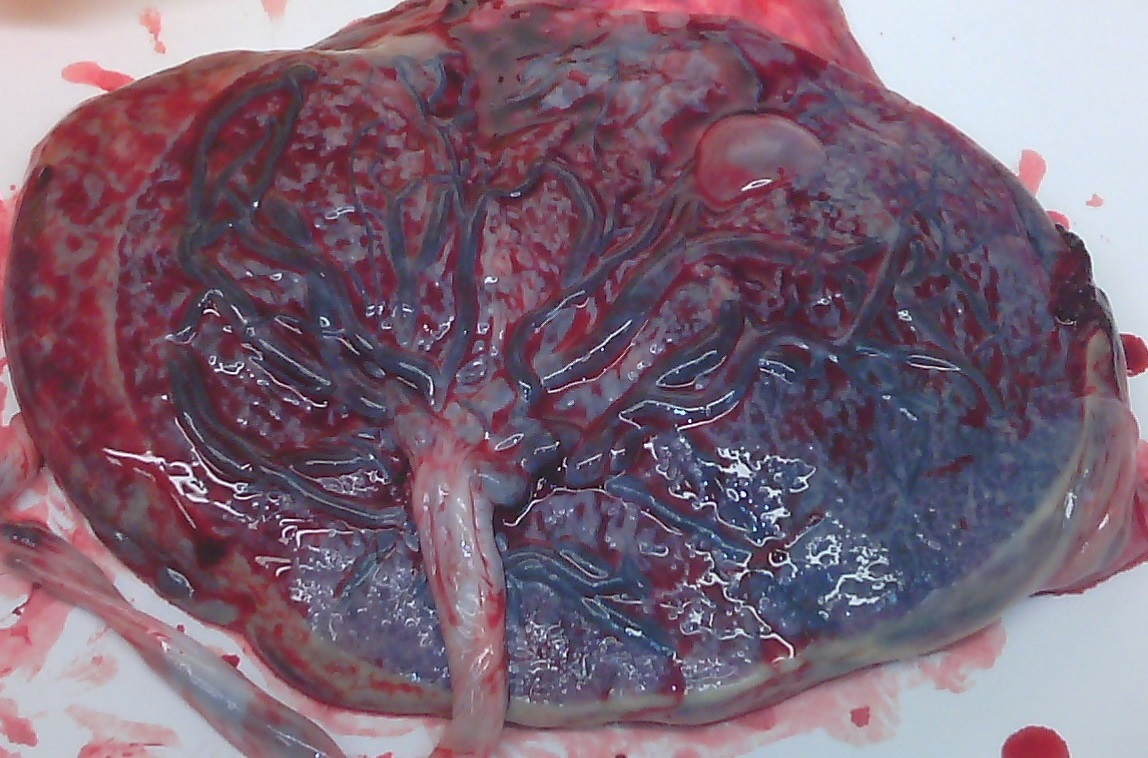
Плацента, пожертвувана волонтеркою для досліджень

Положення плаценти у череві вагітної. Плід на терміні 40 тижнів. Правильне головне передлежання

Плаце́нта (лат. placenta), дитя́че мі́сце — тимчасовий репродуктивний орган вагітних жінок та самиць плацентарних ссавців, що з'єднує плід пуповиною зі стінкою матки, забезпечуючи кровопостачання, терморегуляцію, обмін речовин та харчування плоду. Включає дві частини: материнську і плодову.

## Назва
Латинська назва placenta, від грец. πλακόεντα/πλακοῦντα — знахідного відмінка πλακόεις/πλακούς («корж», «млинець», пор. «плачинда»), і пов'язана зі зовнішнім виглядом народженої плаценти.
Застаріла українська назва — мі́стище.

## Будова
Плацента кріпиться до стінок матки і з'єднується з плодом пуповиною.

### Материнська частина
Материнська частина плаценти утворена слизовою оболонкою матки у ділянці вростання у неї ворсинок хоріона плоду. Це так звана основна відпадна (децидуальна) оболонка.
Крім неї, у складі ендометрію матки вагітної розрізняють вільну від вростань хоріальних ворсин пристінкову відпадну оболонку, а також сумкову відпадну оболонку, що відмежовує зародок від порожнини матки. Характерною ознакою сполучнотканинної основи ендометрію є наявність значної кількості децидуальних клітин. Це великі клітини полігональної форми з оксифільною цитоплазмою, що утворюють скупчення у базальному шарі ендометрію між верхівками хоріальних ворсин.

### Плодова частина
Плодова частина плаценти утворена ворсинчастим хоріоном — похідним трофобласта (зародкового листка). Розрізняють так званий розгалужений хоріон, ворсинки якого вростають в ендометрій у ділянці основної відпадної оболонки, і гладкий хоріон, що є місцем контакту трофобласта з сумковою відпадною оболонкою. Ворсинки хоріона деревоподібні, розгалужені вирости трофобласта в ділянці його контакту із слизовою оболонкою матки.

## Фізіологія

### Розвиток
Розвиток плаценти починається після імплантації бластоцисти в ендометрій матки. Зовнішній шар бластоцисти стає трофобластом, що утворює зовнішній шар плаценти. У ньому можна виділити два шари: нижній цитотрофобластний і верхній синцитіотрофобластний. Синцитіотрофобласт (також відомий як синцитій) являє собою багатоядерний суцільний клітинний шар, що покриває поверхню плаценти. Він утворюється внаслідок диференціації і злиття нижчерозташованих клітин цитотрофобласту; цей процес триває протягом всього розвитку плаценти. Функція синцитіотрофобласту — забезпечити захисний бар'єр для плода.

### Плацентарний кровообіг
Обмін речовинами відбувається між капілярами слизової оболонки матки і судинної оболонки плода. Кров, збагачена киснем і поживними речовинами, з плаценти по пупковій вені поступає в печінку. При цьому, пупкова вена під час впадіння у ворота печінки зливається з ворітною веною, яка несе венозну кров із органів шлунково-кишкового тракту. З печінки змішана кров по печінкових венах поступає в каудальну порожнисту вену. В жуйних і м'ясоїдних частина артеріальної крові по венозній (аранцієвій) протоці, яка відходить від пупкової вени, впадає відразу в каудальну порожнисту вену. З каудальної порожнистої вени змішана кров поступає в праве передсердя → через овальний отвір в ліве передсердя → лівий шлуночок → аорта.

### Народження
Після виходу плода з пологових шляхів починається процес відторгнення плаценти від стінок матки. Період між появою дитини і виходом плаценти (15-30 хвилин) називають «третім етапом пологів».
Після відторгнення плаценти починається процес загоювання стінок матки. Він триває кілька тижнів і супроводжується вагінальними виділеннями — лохіями.

## Еволюція
Різні групи хребетних, зокрема хрящові риби, деякі амфібії, живородні рептилії, мають плацентоподібні органи. Трофобласт формується й у сумчастих, але їхня плацента є недовготривалим утворенням. Проте справжня плацента наявна лише у плацентарних ссавців.